# Madame X (film 1966)
Madame X è un film del 1966 diretto da David Lowell Rich, interpretato da Lana Turner, al tempo celebre interprete di melodrammi cinematografici, nel ruolo di una ricca signora che, dopo la morte incidentale dell'amante, si ritrova a poco a poco depressa e alcolizzata.

## Trama
Holly Parker, modesta commessa di un grande magazzino, è sposata con il miliardario Clayton "Clay" Anderson di Fairfield County, Connecticut, da cui ha avuto un figlio, Clayton Jr.. Sentendosi sola per le frequenti assenze per lavoro di Clay, mal sopportata dalla suocera Estelle, Holly lo tradisce con l'amico di famiglia Phil Benton. Decisa però a troncare il rapporto extraconiugale, un giorno Holly si reca da Phil per comunicargli la propria intenzione di lasciarlo, ma la discussione sfocia in un furioso litigio e, nell'inseguire Holly mentre questa lascia la casa, Phil inciampa e cade dalle scale, morendo all'istante.
Sotto choc, Holly scappa e fa ritorno a casa dove trova ad attenderla la suocera Estelle la quale, avendola fatta seguire da un detective privato che ha raccolto il foulard di Holly sul luogo dove Phil è morto, foulard che Holly ha inavvertitamente dimenticato durante la sua fuga precipitosa, la mette davanti ad una scelta. Malgrado sia innocente, Holly deve subire il ricatto da parte di Estelle, la quale la costringe a lasciare la città e cambiare identità simulandone la morte per non gettar fango sulla carriera di Clay e sulla vita del loro figlio. In piena notte, Estelle e il nipotino accompagnano Holly alla nave sulla quale la donna si imbarcherà da sola alla volta dell'Europa.
Separatasi dolorosamente dall'amatissimo figlio, Holly inizia così a girare il mondo sotto falso nome cambiando aspetto per evitare di essere riconosciuta, poiché i giornali scrivono di lei credendo che sia dispersa in mare, versione diffusa da Estelle allo scopo di evitare che Holly venga ricercata dalla polizia per la morte di Phil.
Durante un soggiorno in Danimarca, Holly incontra e si innamora di un altro ricco uomo, Christian Torber, con il quale va ad abitare, ritrovando per un po' amore e felicità. L'idillio durerà però poco, poiché Holly decide di separarsi anche da Christian e di riprendere a vagabondare per il mondo, soggiornando in diverse città, vivendo in squallidi appartamenti e frequentando assiduamente i night club dove inizia a darsi all'alcol ed in particolare all'assenzio.
Una volta giunta in Messico, fa la conoscenza di un ospite del suo stesso albergo, un uomo senza scrupoli di nome Dan Sullivan. Un giorno, frugando tra le cose di Holly, Dan trova un giornale acquistato da lei al tempo della sua presunta morte che in prima pagina descriveva il tragico fatto. Ricostruiti i fatti e constatando che Holly non è affatto morta, nonostante siano ormai trascorsi molti anni Dan coglie l'occasione per ricattare Clay. Holly, per evitare che il marito ed il figlio vengano a sapere dei suoi trascorsi, una volta rientrati a New York e prima che il ricatto venga messo in atto, uccide Dan, ma viene scoperta e arrestata. Qui, si rifiuta di parlare e di rivelare il proprio nome firmando la deposizione dell'omicidio con una semplice "X". Viene, quindi, processata. Ad assisterla e difenderla nel procedimento, colei che i media hanno già chiamato "Madame X",  sarà proprio suo figlio che, nel frattempo, è diventato un avvocato. Il ragazzo, che è al suo primo processo, non sa che sta difendendo la propria madre. Al processo sono presenti anche il marito e la suocera di Holly che man mano che il processo va avanti la riconoscono. La crudele suocera arriva perfino a piangere ascoltando le vicissitudini della nuora. Quando Holly scopre che l'avvocato è suo figlio, rompe il silenzio e chiede di poter deporre. Durante la testimonianza racconta la sua vicenda senza, però, fornire dettagli che consentano di identificarla e di identificare gli interessati, sottolineando unicamente di aver agito per proteggere il figlio. L'avvocato pronuncia una difesa decisa ed accorata, evidenziando il grande amore della donna verso il figlio, amore simile a quello degli animali verso i loro cuccioli. Holly, stremata dagli eventi,  distrutta nel corpo e nell'anima per la vita trascorsa, viene colta da malore in tribunale e condotta in una stanza, dove viene raggiunta dal figlio-avvocato al quale, a fatica, rivolge alcune domande per sapere qualcosa di più del ragazzo. Quando questi le rivela che presto si sposerà, Holly gli raccomanda che lui e la futura moglie vivano da soli onde evitare intromissioni. Il ragazzo, che non ha capito che la donna é sua madre, le chiede con insistenza dove trovare il figlio per poterlo avvisare, dicendole che quest'ultimo sarebbe molto fiero ed orgoglioso di una simile madre. Ma la donna rifiuta insistentemente e pronunciando la frase "oggi ho avuto un figlio" muore. L'ex marito, che ha assistito alla scena, avvicinatosi al figlio che gli confida che dal primo momento che aveva incontrato Holly le aveva voluto bene, esclama "lo capisco".

## Produzione
Le società di produzione furono la Universal Pictures, la Ross Hunter Productions e la Eltee.

## Distribuzione
È stato l'ultimo film interpretato da Constance Bennett, la quale morì il 24 luglio 1965 per un'emorragia cerebrale poco dopo la fine delle riprese, all'età di 60 anni. 

### Data di uscita
Il film venne distribuito in varie nazioni, fra cui:
- Germania 25 febbraio 1966
- Stati Uniti d'America, Madame X 27 aprile 1966
- Giappone, Haha no tabiji giugno 1966
- Australia 1º luglio 1966
- Francia, Madame X 20 luglio 1966
- Danimarca 12 settembre 1966
- Finlandia, Madame X 21 ottobre 1966
- Inghilterra 8 novembre 1966
- Svezia 9 ottobre 1967
- Portogallo 9 gennaio 1968

## Accoglienza

### Critica
Lana Turner definita «memorabile» in questo film dove attori e costi per la realizzazione erano di gran livello.

## Riconoscimenti
- Targa d'oro David di Donatello 1966 a Lana Turner

### Altre versioni
La storia è tratta dal lavoro teatrale La Femme X... (Parigi, 15 dicembre 1908) di Alexandre Bisson che fu adattato varie volte per lo schermo. Tra le varie versioni:
- Madame X, diretto da George F. Marion con Dorothy Donnelly (1916)
- Madame X, diretto da Frank Lloyd, con Pauline Frederick (1920)
- Madame X, diretto da Lionel Barrymore con Ruth Chatterton (1929)